# 西班牙電影
西班牙電影是指在西班牙製作或由西班牙人製作的電影。
近年來，西班牙電影影響世界其他地區的電影。在西班牙電影的歷史長河中，偉大的導演路易斯·布努埃爾是第一個國際級導演，其次是佩德羅·阿爾莫多瓦在20世紀80年代開始影響世界電影。電影導演Segundo de Chomón，弗洛里安·雷伊（Florián Rey）、路易斯·加西亞貝蘭加（Luis García Berlanga）、胡安·安東尼奧·巴登（Juan Antonio Bardem）、卡洛斯·索拉、胡立歐·麥登也獲得國際上的注目。伍迪艾倫於2002年在奧維耶多在收到阿斯圖里亞斯王子獎，說：“當我離開紐約時，最令人興奮的電影是西班牙語電影，佩德羅·阿爾莫多瓦的電影，我希望歐洲人將繼續在電影製作領導世界，因為目前沒有多少人是從美國來的。”
演員佩內洛普·克魯茲和費爾南多·雷伊（Fernando Rey）、安東尼奧·班德拉斯、弗朗西斯科·拉瓦尔（Francisco Rabal）、哈維爾·巴登和費爾南多·費爾南·戈麥斯已經獲得國際注目。
今天，國產電影的票房佔據西班牙10〜20％的票房收入。西班牙政府因此實施了支持本國電影製作和電影院的各種措施，包括國家電視台的資金援助。《傭兵傳奇》（維果·莫特森主演）、奧斯卡獎獲獎電影《羊男的迷宮》、《玩美女人》（佩內洛普·克魯茲和卡門·莫拉主演）在西班牙票房都很出色。
英語西班牙電影也越來越多，如《城市广场 (电影)》（蕾切爾·薇茲主演）、《切·格瓦拉 (电影)》（由史蒂芬·索德伯格導演、本尼西奧·德爾·托羅主演）、《克里斯汀貝爾之黑暗時刻》（克里斯蒂安·貝爾主演）、《神鬼第六感》（妮可·基德曼主演）和米洛斯·福爾曼執導的《哥雅畫作下的女孩》（哈維爾·巴登和娜塔莉·波特曼主演）等影片都由西班牙公司製作。

## 外部連結
- Top 10 movies from Spain according to IMDB.com （页面存档备份，存于）
- Discussion of 10 key films in Spanish cinema at subtitledonline.com
- Ministry of Culture of Spain, Cinema Web
- Official website of Viva Pedro series celebrating the film's of Pedro Almodovar
- Spanish movie reviews （页面存档备份，存于）
- Silver Screen Spain. Information about shooting locations around Spain of English-language movies.
- Spanish film reviews in English （页面存档备份，存于）